# Arrojadoa heimenii
Arrojadoa heimenii ist eine Pflanzenart aus der Gattung Arrojadoa in der Familie der Kakteengewächse (Cactaceae). Das Artepitheton heimenii ehrt Gerhard Heimen, der die Art im August 1991 mitentdeckte.

## Beschreibung
Arrojadoa heimenii wächst kleinstrauchig mit 2 bis 5 (selten mehr) niederliegenden bis aufsteigenden Trieben und Faserwurzeln. Die Triebe erreichen eine Länge von bis 15 Zentimetern und Durchmesser von 2 Zentimetern. Die den 7 bis 8 Rippen entspringenden etwa 20 Dornen sind nur schwer in Mitteldornen und Randdornen unterscheidbar. Die ausstrahlenden, nadeligen Dornen sind weißlich grau bis gelblich und bis 1 Zentimeter lang. Das Cephalium besteht aus gelblich weißer Wolle und bräunlichen Dornen von 20 Millimeter Länge.
Die rosavioletten Blüten sind an der Basis heller und innen hellrosa bis weiß. Sie sind bis 2 Zentimeter lang. Die kurz länglichen Früchte sind hellgrünlich und an ihrer Spitze je nach Reifegrad gelblich grün bis grün bis rot.

## Systematik und Verbreitung
Arrojadoa heimenii ist im brasilianischen Bundesstaat Minas Gerais verbreitet. 
Die Erstbeschreibung erfolgte 1999 durch Werner van Heek und Willi Strecker. Pierre Josef Braun und Eddie Esteves Pereira betrachten Arrojadoa heimenii als ein Synonym von Arrojadoa beateae.

## Nachweise